# Labetis tibialis
Labetis tibialis är en skalbaggsart som beskrevs av Waterhouse 1879. Labetis tibialis ingår i släktet Labetis och familjen svartbaggar. Inga underarter finns listade i Catalogue of Life.